# Mariano Santiago Guerrero
Mariano Santiago Guerrero (n. 1876) fue un militar español.

## Biografía
Nació el 14 de agosto de 1876. Ingresaría en el ejército en 1895, llegando a participar en la guerra de Marruecos. Alcanzaría la graduación de coronel de Estado Mayor.
Tras el estallido de la Guerra civil se unió a las fuerzas sublevadas. El 13 de abril de 1937 fue nombrado gobernador militar de Soria. Unos meses después, en julio, fue designado comandante de la recién creada 105.ª División, unidad con la que intervendría en el frente de Teruel. En calidad de juez instructor incoó el proceso sumarísimo contra el coronel Domingo Rey d'Harcourt por la rendición de Teruel a las fuerzas republicanas. En septiembre de 1938 pasó a la situación de reserva.
En 1945 sería ascendido honoríficamente al rango de general de brigada de Estado Mayor.

## Obras
- —— (1926). La columna Saro en la Campaña de Alhucemas. Tip. La Académica.